# Landwehr (Ellenz-Poltersdorf)

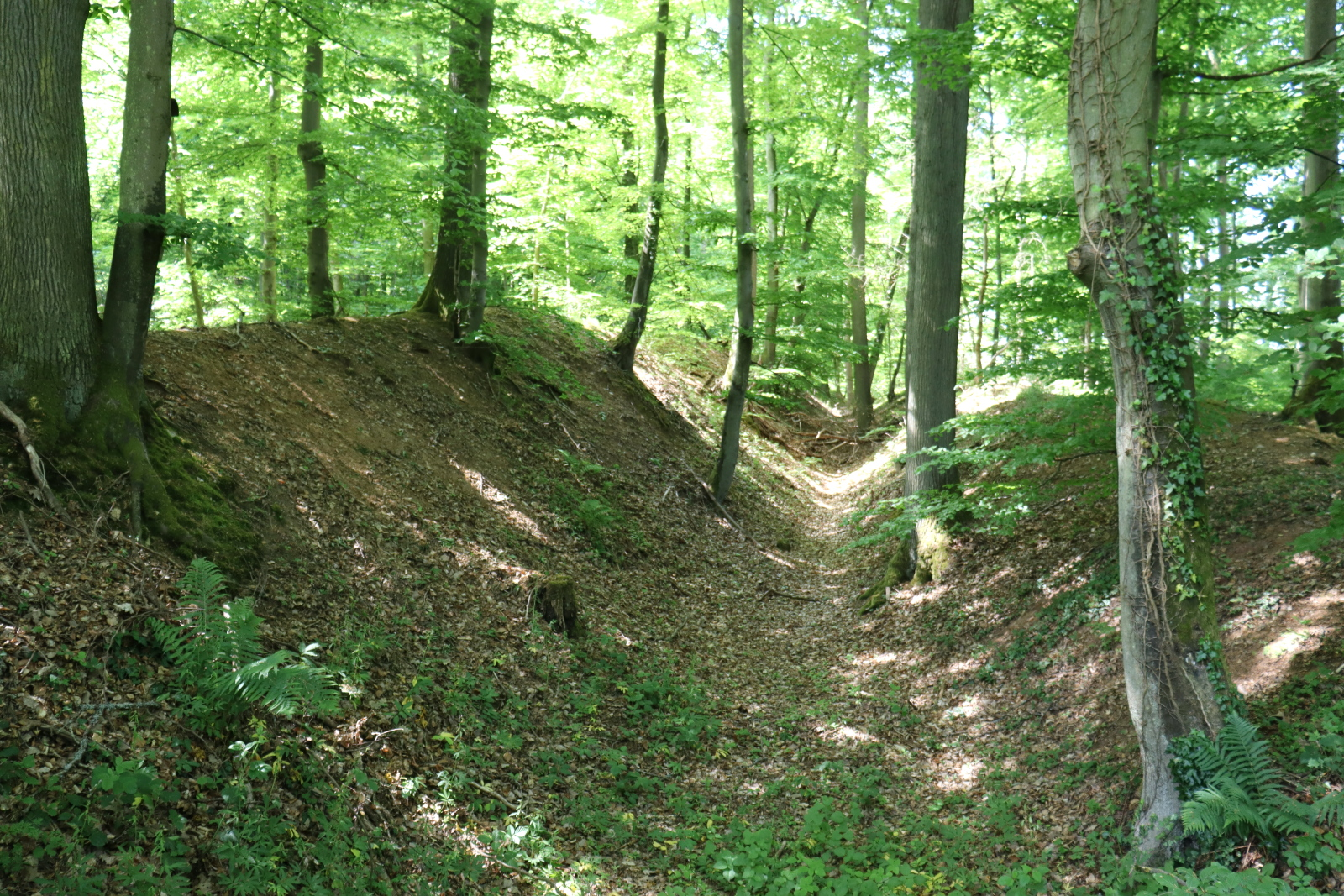
Landwehrgraben mit beidseitigem Wall in Ellenz-Poltersdorf

Die Landwehr bei Ellenz-Poltersdorf ist eine frühere Landwehr bei Ellenz-Poltersdorf. Die 290 Meter lange Anlage befindet sich auf dem Höhenrücken des Moselbogens bei Ellenz-Poltersdorf im Waldgelände oberhalb der beiden Ortsteile. Sie kreuzt unterhalb des Flures Spes den aus dem Moseltal kommenden Flurweg an der schmalsten Stelle des Höhenrückens zwischen dem abschüssigen Flurbereich Katzwinkel und einem Seitenarm, der in den talwärts fließenden Sternbach mündet.

## Geschichte
Schriftliche Quellen zur Entstehung der Landwehr liegen nicht vor, die beiden ursprünglich selbständigen Reichsdörfer werden erstmals im 12. Jahrhundert genannt. Anfang des 14. Jahrhunderts gelangen sie kurz in die Hände der Herren von Braunshorn von der heutigen Burg Metternich. Es folgten ihnen die Herren von Winneburg und ab 1363 die Erzbischöfe und Kurfürsten von Trier. Bis zum Einzug der französischen Revolutionstruppen 1794 gehörten Gericht und Gemeinde Ellenz-Poltersdorf zum kurtrierischen Amt Cochem. In ihrer Ausführung entspricht die Landwehr den Wallgrabensystemen in Boppard, Bruttig-Fankel und Zeltingen-Rachtig. Sie wurde erst im Frühjahr 2022 als vermutlicher Landwehrgraben mittels einer LIDAR-Scan Aufnahme der Region identifiziert. Eine abschließende Einordnung und Bewertung kann nur eine Untersuchung durch die Landesarchäologie erbringen.